# 鈴木孝政 (バレーボール)
鈴木 孝政（すずき たかまさ、1977年7月18日 - ）は、日本の元男子バレーボール選手。

## 来歴
熊本県菊池郡菊陽町出身。先生の勧誘を受けて中学1年次よりバレーボールを始める。
全国都道府県対抗中学バレーボール大会「さわやか杯」の第6回大会で準優勝し、オリンピック有望選手を受賞。鎮西高等学校時代には主将を務め、1995年のインターハイで、同校初の全国優勝を成し遂げる。その後法政大学に進学し、旭化成に入社。2002年アジア競技大会（The 14th Asian Games XIV Asiad）で、全日本代表に選出され銅メダルを獲得。2003年3月に半月板を損傷し手術。復帰を果たすが、2006年スパーキッズの休部により社業に専念。

## 球歴
- 全日本代表 - 2002年

## 所属チーム
- 町立武蔵ヶ丘中
- 鎮西高校
- 法政大学
- 旭化成スパーキッズ（2000-2006年）